# Бафейська битва (1302)
40°42′38″ пн. ш. 29°30′09″ сх. д. / 40.71056° пн. ш. 29.50250° сх. д.
Бафейська битва (грец. Μάχη του Βαφέως; тур. Bafeus Muharebesi, Koyunhisar Muharebesi) — одна з битв візантійсько-османських війн, яка відбулася 27 липня 1302 року неподалік південного берега Ізмітської затоки між військами Візантійської імперії і Османського емірату. Протягом бою візантійці зазнали нищівної поразки від османського війська під командуванням Османа I. Перемога османів дозволила османом різко підвищити свій авторитет серед інших турейцьких бейств (князівств) Анатолії та отримати контроль над околицями Нікомедії. Після цієї битви Осман I став визнаним лідером серед інших турецьких вождів у Віфінії.

## Місце битви
Георгій Пахімер пише, що Осман відправившись з регіону Нікеї пройшов через гори до узбережжя й спустився донизу для битви. Османські джерела вказують, що битва відбулася неподалік Ялак-Овасі (Yalak-Ovasi). Крім того, описується Коюнхісар, розміщений на горі: «Фортеця в долині Ялак-Овасі належала невірному на ім'я Ялкія (або Балкія), а на пагорбі був ще один форт, який в даний час називають Койюн-Хизар»; «Фортеця на верхній частині пагорба була його (Калояна). Зараз турецькі люди називають це місце Коюнхизар». Пахімер розміщує місце битви біля Нікомедії: «місцевість же ця біля чудової Нікомідіі». Описуючи битву, Пахімер пише, що грецькі загони сховалися в розташованому поруч місті Нікомедія.
Іноді місце битви помилково розміщують поблизу сучасного селища Коюнхісар. Ця помилка сходить ще до Гаммера. Орієнтуючись на назву «Коюнхизар», Хаммер ототожнив місце битви з околицями сучасного села з такою ж назвою..
Скотт і Ісаєнко вважають, що Вафія «в п'яти кілометрах від Нікомедії» . Каждан вказує, що місце битви точно не визначено, але його «видно з Нікомедії, можливо, на схід» (in view of Nikomedia, probably to the east).
Іналджик проаналізував не тільки свідчення хронік, а й архівні записи. Поруч з Нікомедією ще у XVI столітті в реєстрі згадувалося селище з назвою Коюнхизар, розташоване на горі. У наступному реєстрі воно згадується як покинуте село і надалі зникає із записів. Іналджик робить висновок, що місце битви недалеко від Нікомедії, на захід, на узбережжі між сучасними селищами Ялова і Карамюрсель  .

## Передісторія
Після смерті батька Осман I був обраний племінним вождем в 1281 році і майже відразу почав захоплювати прилеглі землі. Караджахісар (в околиці Ескішехіру), Біледжик, Чанкая, Ярхісар до 1299 року вже були їм захоплені. Деякі території підкорилися йому добровільно .
При Ертогрулі розділ між володіннями Візантії і пасовищами кайи проходила по річці Сакар'я. Ще в 1280 році Михаїл Палеолог закінчив будівництво фортець уздовж річки, зміцнюючи свої кордони в Малій Азії. Але в 1302 році внаслідок сильного розливу Сакар'я змінила русло. Побудовані укріплення втратили своє значення і, як результат, греки залишили їх, а люди Османа стали займати території на іншому (візантійському) березі річки  . До 1301 році Осман вже тримав в облозі Нікею (колишню імперську столицю), і атакував Прусу .

## Битва
За словами Пахімера, османська загроза землі Алазонів (зокрема — блокада Нікеї) змусила імператора Андроніка II відправити етеріарха (начальника етерії — когорти імператорських охоронців) Георгія Музалона на чолі війська в Малу Азію   .
Пахімер описує початок битви так: «Місяця Антестеріона, двадцять сьомого [числа], десь біля Вафії, місцевість же ця біля чудової Нікомідії, — Атман разом зі своїм багатотисячним військом, раптово приступивши …» . Згідно з Пахімером, армія Музалона складалася з візантійських солдат, найманців-аланів і місцевого ополчення . Алани, потрапивши на територію Малої Азії, почали розсіюватися і самовільно йти, і під командуванням Музалона залишилося ледве 2000 осіб, половина з яких були алани . У цій армії не було єдності тому, що як раз перед битвою найманцям були дані гроші і коні ополчення. Військо Османа, за словами Пахімера, багато в чому перевершувало греків, тому що він привернув союзників. Кількість воїнів під керівництвом Османа оцінюється в 5000 осіб. До походу в очікуванні здобичі приєдналися навіть люди з Пафлагонії. Армія складалася як з піших воїнів, так і з вершників .
Пахімер пише, що Музалона розраховував на ефект несподіванки, але Осман був попереджений кимось із греків заздалегідь. Осман несподівано атакував Телемайю (фортеця Коюнхісара), виманивши візантійське військо у Вафеус. Османські джерела доповнюють, що ця фортеця стояла на горі у приморській рівнині Ялак-Овасі. Це відома військова хитрість: атака невеликого загону, відступ і заманювання противника в пастку. Насправді це була атака не Османа і основних сил, а тільки авангарду зі ста чоловік, посланого Османом на розвідку. Війська Музалона атакували авангард і кинулися за ним. За словами Пахімера, через неузгодженість і небажання різнорідних її частин співпрацювати один з одним (алани не брали участі в атаці), атака греків захлинулася і вони побігли. Найманці-алани в цей момент хоробро контратакували і відвернули на себе сили Османа. Греки сховалися в сусідньому місті Нікомедії, щоб вони могли відступити, натомість алани пожертвували собою .

## Наслідки
До цієї перемоги Осман був лише одним з вождей племен в Анатолії, що не вирізнявся серед інших . Перемогою в цій битві Осман I заявив про себе як про серйозну силу . Перша згадка про нього в хроніках з'являється у Пахімера саме після цієї битви. Про цю перемогу поширилися чутки по Малій Азії і до Османа у військо пішли газі та авантюристи. Бафейська перемога мала велике значення для майбутнього розвитку Османської імперії: увірвавшись в район Нікомедії, війська Османа блокували її зв'язок з Візантією, що викликало голод. Поразка Візантії призвела до її критичного ослаблення у Віфінії, викликало хвилю біженців, що змінило демографічну ситуацію в регіоні. Візантійські фортеці стали ізольованими острівцями серед територій, зайнятих турками.